# There's Many a Slip (film 1912 Essanay)
There's Many a Slip è un cortometraggio muto del 1912. Il nome del regista non viene riportato nei credit del film, una commedia prodotta dalla Essanay Film Manufacturing Company.

## Produzione
Il film fu prodotto dalla Essanay Film Manufacturing Company.

## Distribuzione
Distribuito dalla General Film Company, il film - un cortometraggio a una bobina - uscì nelle sale cinematografiche statunitensi il 15 febbraio 1912.